# Dendrokingstonia gardneri
Dendrokingstonia gardneri är en kirimojaväxtart som beskrevs av Chaowasku. Dendrokingstonia gardneri ingår i släktet Dendrokingstonia och familjen kirimojaväxter. Inga underarter finns listade i Catalogue of Life.